# ألفونسو سانشيز إيزكويردو
ألفونسو سانشيز إيزكويردو (بالإسبانية: Alfonso Sánchez Izquierdo)‏ هو صحفي وكاتب إسباني، ولد في 22 فبراير 1949 في سيدي إفني في المغرب.